# Brasão de armas de Jersey

O brasão de armas de Jersey ou de Jérsia consiste num escudo vermelho com três leões de ouro (tradicionalmente conhecido como leopardos) passantes (les trois léopards, em francês). Foi concedido para a ilha como um selo por Eduardo I de Inglaterra, em 1279. É muito parecido com o armamento da Normandia, Guernsey e Inglaterra.
Desde 1981, as armas foram incluídas na Bandeira de Jersey.